# Michael Schudson

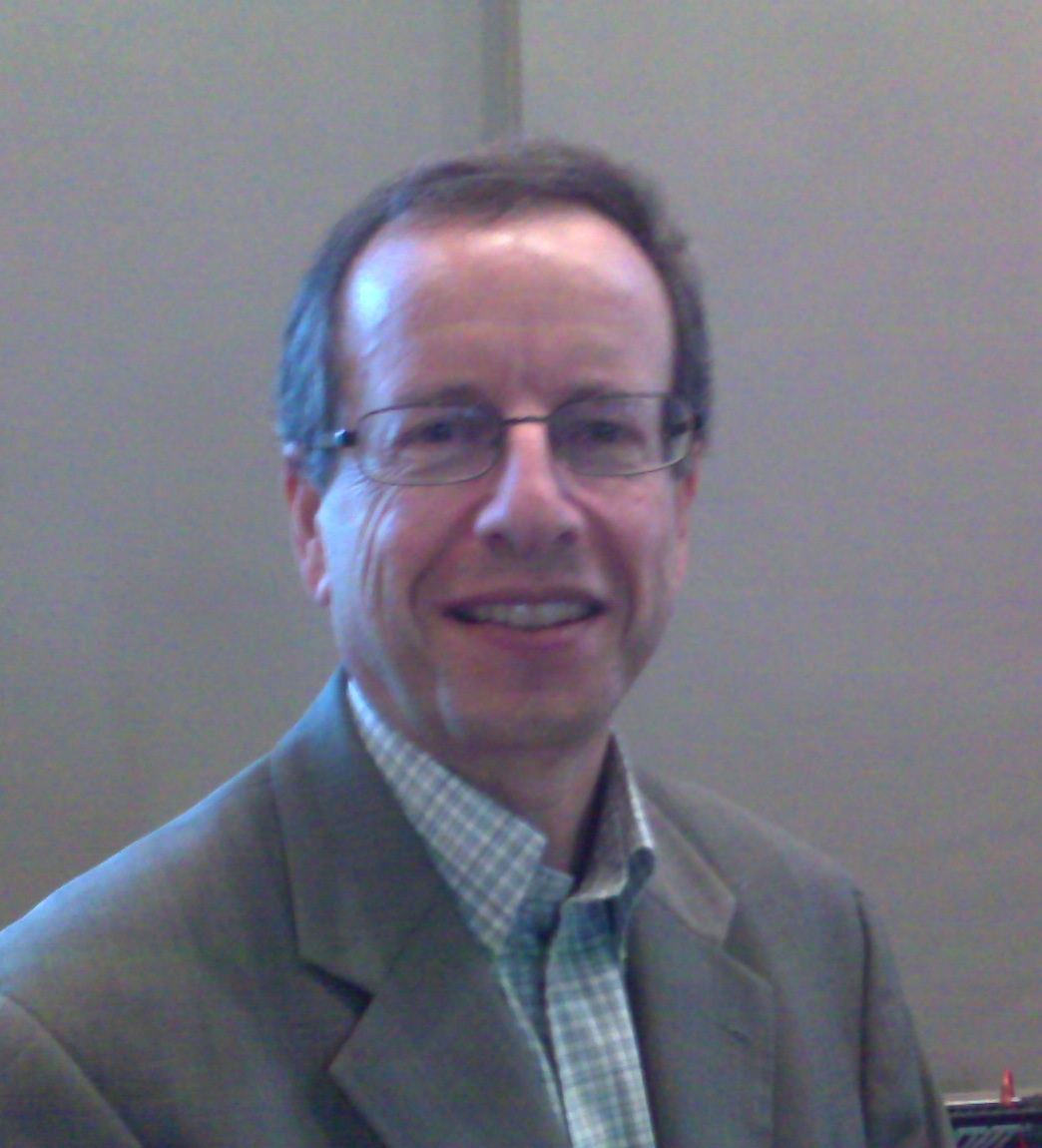
Michael Schudson w 2007 roku

Michael Schudson (ur. 3 listopada 1946 w Milwaukee) – profesor wydziału dziennikarstwa Uniwersytetu Columbia, ekspert w dziedzinie historii dziennikarstwa i socjologii mediów.

## Wpływ komercyjny według Michaela Schudsona
Michael Schudson zabrał głos w dyskusji o wpływie komercyjnym. Jego zdaniem nawet specjaliści z branży reklamy nie wiedzą czy reklama okaże się skuteczna i czy skłoni konsumentów do zakupu produktu. Reklama pozwala produktom na zaistnienie w wyobraźni klientów i na półkach sklepowych. Jak napisał w tekście Advertising, the Uneasy Persuasion. Its Dubious Impact on American Society "Prawdopodobnie reklama pomaga sprzedawać rzeczy, nawet jeśli nigdy nie przekonuje konsumenta o czymkolwiek".

### Schemat pięciu R
Schudson przedstawił schemat pięciu R, według którego media przede wszystkim wywierają wpływ w:
1. Retrievability: upowszechnianiu dóbr;
2. Rhetorical force: rozwijaniu retoryki, która ma pomagać zapamiętać programy, tak by zaistniały w świecie wyobrażeń
3. Resonance: odtwarzaniu ram kulturowych;
4. Institutional Retention:przedłużaniu pamięci o produktach;
5. Resolution: pomaganiu publiczności w reagowaniu na programy dostarczające im sposobów rozwiązywania problemów[2].

### Kategorie analizy mediów
Zwraca uwagę, że w kontekście amerykańskim zwykle przyjmuje się założenie, iż treści medialne można zamknąć w pewnych kategoriach:
1) media preferują opowiadać o wydarzeniach negatywnych lub dramatycznych,
2) z zachowaniem dystansu,
3) w sposób techniczny,
4) bazując przede wszystkim na oficjalnych źródłach.

## Dzieła
- Discovering the News: A Social History of American Newspapers (1978) ISBN 978-0-465-01666-2
- Advertising, the Uneasy Persuasion (1984) ISBN 978-0-465-00079-1
- Reading the News (1986) editor with Robert K. Manoff ISBN 978-0-394-74649-4
- Rethinking Popular Culture: Contemporary Perspectives in Cultural Studies (1991) editor with Chandra Mukerji ISBN 978-0-520-06893-3
- Watergate in American Memory: How We Remember, Forget and Reconstruct the Past (1992) ISBN 978-0-465-09084-6
- The Power of News (1995) ISBN 978-0-674-69587-0
- The Good Citizen: A History of American Civic Life (1998) ISBN 978-0-674-35640-5
- The Sociology of News (2003, 2011) ISBN 978-0-393-97513-0
- Why Democracies Need an Unlovable Press (2008) ISBN 978-0745-64452-3
- The Enduring Book (vol. 5 of The History of the Book in America) (2009) editor with David Paul Nord and Joan Shelley Rubin ISBN 978-0-807-83285-1